# Carmen Țurlea
Carmen Marinela Țurlea (ur. 18 listopada 1975 roku w Cisnădie) – rumuńska siatkarka, reprezentantka kraju. Grająca na pozycji atakującej. Obecnie występuje we włoskiej Serie A, w drużynie Pomì Casalmaggiore.

## Sukcesy klubowe
Mistrzostwo Rumunii:
- 1995, 1996

Liga Mistrzyń:
- 2002
- 2003

Mistrzostwo Włoch:
- 2002, 2013
- 2004, 2012

Puchar CEV:
- 2010

Puchar Włoch:
- 2013

Puchar Challenge:
- 2013

Klubowe Mistrzostwa Świata:
- 2016

## Nagrody indywidualne
- 2006: MVP włoskiej Serie A w sezonie 2005/2006
- 2008: MVP włoskiej Serie A w sezonie 2007/2008
- 2010: MVP oraz najlepsza punktująca turnieju finałowego Pucharu CEV[1].